# Kulturåret 1816

## Händelser
- 20 februari – Gioacchino Rossinis opera Barberaren i Sevilla har urpremiär i Rom [1].

## Nya verk
- Asarne av Pehr Henrik Ling
- Frankenstein av Mary Wollstonecraft Shelley, utgiven 1818
- Nötknäpparen av E.T.A. Hoffmann

## Födda
- 8 januari – Isak Georg Stenman (död 1867), svensk författare.
- 3 februari – Carl Olof Rosenius (död 1868), svensk väckelsepredikant.
- 14 mars
  - Bernhard Elis Malmström (död 1865), svensk författare.
  - Johan Zacharias Blackstadius (död 1898), svensk målare och grafiker.
- 15 mars – Bror Jacob Adelborg (död 1865), svensk sjömilitär (kommendörkapten) och konstnär.
- 21 april – Charlotte Brontë (död 1855), brittisk författare.
- 2 maj – Augustus Egg (död 1863), brittiska viktoriansk konstnär.
- 10 maj – Friedrich Gerstäcker (död 1872), tysk författare.
- 15 maj – Alfred Rethel (död 1859), tysk konstnär.
- 24 maj – Emanuel Leutze (död 1868), tysk-amerikansk målare.
- 12 juni – Nils Blommér (död 1853), svensk målare.
- 23 juni – Fredrik Wilhelm Scholander (död 1881), svensk arkitekt, målare och tecknare.
- 28 juni – Carl Staaff (död 1880), svensk målare.
- 2 juli – Wilhelmina Josephson (död 1906), svensk pianist.
- 13 juli – Gustav Freytag (död 1895), tysk författare.
- 8 augusti – Rudolf Klinckowström (död 1902), svensk militär, politiker och författare.
- 25 augusti – Hedvig Berwald (död 1902), svensk pianist och ledamot nr 425 av Kungliga Musikaliska Akademien.
- 20 september – Fredrik August Dahlgren (död 1897), svensk författare, dramaturg och sångtextförfattare.
- 28 september – Johan Knutson (död 1899), svensk målare.
- 14 oktober – Tore Billing (död 1892), svensk landskapsmålare.
- 28 oktober – Malwida von Meysenbug (död 1903), tysk författare.
- 7 november – Brita-Kajsa Karlsdotter (död 1915), svensk textilkonstnär.
- 22 november – Joseph Gasser (död 1900), österrikisk bildhuggare.
- okänt datum – Giosuè Meli (död 1893), italiensk skulptör.

## Avlidna
- 24 januari – Pehr Hörberg (född 1746), svensk konstnär, målare och spelman.
- 24 april – Sophia Wilhelmina Evans (född 1772), nederländsk gravör.
- 20 juli – Gavrila Derzjavin (född 1743), rysk poet och politiker.
- 26 juli – Johan Nordahl Brun (född 1745), norsk författare och biskop.